# Cottendorfia florida
Genre
Espèce
Classification phylogénétique
Cottendorfia florida est une espèce de plante de la famille des Bromeliaceae, monotypique dans son genre et endémique au Brésil.

### Cottendorfia florida
- (en) Catalogue of Life : Cottendorfia florida Schult. & Schult.f. (consulté le 18 décembre 2020)
- (en) NCBI : Cottendorfia florida (taxons inclus)